# Danza de garrotes
La danza de garrotes, también conocida como danza de San Sebastián, es una de las llamadas danzas rituales onubenses, desarrollada en la localidad de Villanueva de las Cruces, en la provincia de Huelva, España.
Se trata de una danza ritual en honor a San Sebastián, patrón de Villanueva de las Cruces. Se lleva a cabo en el contexto de las fiestas patronales al santo, en el fin de semana más próximo a su onomástica (20 de enero), durante la procesión por las calles de la localidad.
La danza, interpretada con «garrotes» de hierro, la ejecuta un único grupo de danza compuesto por un número impar de once hombres adultos (otras veces nueve), en el que se diferencian el «cabeza» y «el «rabero». Las figuras más significativas son el «arco simple», el «arco simple hacia atrás», el «arco doble» y el «círculo».
Los símbolos de la danza son la imagen de San Sebastián, los garrotes y la indumentaria de los danzantes. Los lugares donde tiene lugar y especial lucimiento esta danza son el casco urbano de la localidad de Villanueva de las Cruces, así como el recorrido procesional, siendo además destacables la iglesia de San Sebastián, el salón de la Hermandad de San Sebastián y la ermita de San Sebastián.